# História de Brunei
A História do Brunei, é uma série de estudos sobre a história do Brunei, um país localizado no Mar da China Meridional com a ilha de Bornéu, na Ásia. O Brunei foi um sultanato poderoso nos séculos XVI a XIX, mas tornou-se um protetorado do Reino Unido em 1888,  mais tarde na Segunda Guerra Mundial é invadido pelo Japão, em 1945 volta ser protetorado britânico. Em 1959, o país obtém a independência, porém o Reino Unido fica responsável por sua defesa e relações exteriores.
Em 1962 é sufocada uma revolta contra o governo, por tentativa de unificação do país com a Malásia. Em 1984, o país se torna completamente independente, mas com governo ditadoral, pelo sultão Hassanal Bolkiah.

## Corrupção
Em 1998, o príncipe Jefri Bolkiah, irmão mais novo do sultão, é afastado de empresas estatais por má administração e pela falência de um empresa estatal, a Amedeo Development Corportion, que acumularam prejuízos de US$16 bilhões e 23 mil novos desempregados. O sultão que antes era considerado o homem mais rico do mundo, tem sua fortuna diminuída de US$40 bi para US$10 bi, ele processa seu irmão.

## Antes do sultanato

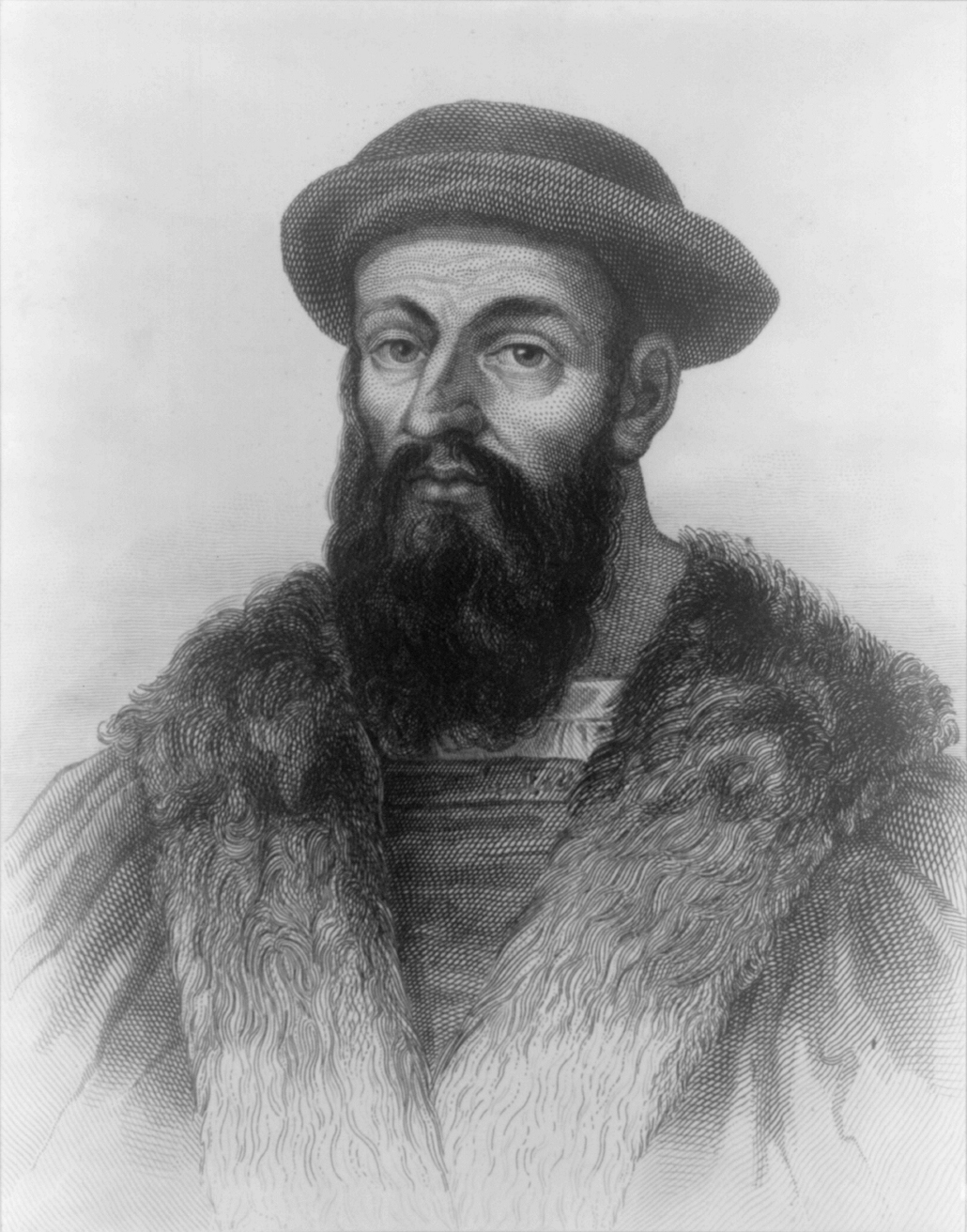
Fernão de Magalhães é amplamente considerado pela história como o descobridor do Império Bruneiano, uma extinta nação monárquica que foi a antecessora do atual Brunei Darussalam

A história de Brunei antes da chegada dos navios Magalhães é baseado principalmente em especulação e interpretação de fontes chinesas e lendas locais. Os historiadores acreditam que foi um precursor para o presente e atual Sultanato de Brunei. Um estado predecessor possível foi chamado Vijaiapura, o que possivelmente existia no noroeste do Bornéu , noséculo VII . Foi provavelmente um estado sujeito da poderoso Império Serivijaia baseado em Sumatra. Outro estado predecessor possível foi chamado Po-ni. Por volta do século X Po-ni tinha contatos com a primeira canção dinastia e em algum momento, mesmo entrou em uma relação tributária com a China. Por volta do século XIV Po-ni também caiu sob a influência do Império Javanês de Majapait. O livro de Nagarakertagama, canto 14, escrito por Prapanca em 1365 mencionado Berune como um estado vassalo de Majapait. No entanto, esta pode ter sido nada mais do que uma relação simbólica, como uma conta do tributo anual devido a cada ano para Majapait foi um pote de areca suco obtido das porcas jovens verdes da palmeira areca. A dinastia Ming retomada comunicações com Po-ni na 1370 e o Po-ni governante Ma-na-jih-chia-na visitou a capital de Nanjing Ming em 1408 e morreu ali. Em 1424, o Imperador Hongxi terminou programa marítimo da China, e com ela a sua relação com o Po-ni.
Textos históricos da dinastia Song e evidências arqueológicas sugerem que o Po-ni foi fortemente influenciado pela civilização hindu, como é transmitida pela cultura hindu em Java e Sumatra, e não diretamente da Índia. O sistema de escrita utilizado foi um roteiro hindu. Houve também uma forte influência chinesa, com moedas chinesas datam de tão cedo quanto o século VII, achado no atual Brunei.

## Assentamento chinês em Brunei e a nomeação doKinabatangan
A maior parte do início do registro histórico oficial de Brunei chegada até de Pigafetta, e é baseada em lendas e suposições. No final da dinastia Yuan, a China tornou-se caótica, diz a lenda que as pessoas que viveram ao longo da zona costeira de Fuquiém, sob a liderança dos irmãos Ong Soma Ping, escaparam para o leste de Calimantã, eles desembarcaram na foz do rio. Quando eles estavam exaustos, enfrentando uma crise de transporte, alguém que perdeu seus braços. Depois disso, os malaios nomeou-Sungai Kinabatangan - o lugar onde os chineses perderam os seus braços.
A lenda conta que Ong Ping Sum, sua irmã, e os chineses, desenvolveram a área do Rio Kinabatangan, e eles aumentaram a sua influência naquelas regiões. Com o aumento da sua prosperidade, os malaios nativos nomearam o Raja, ou seja o rei. Os chineses o nomearam "Chung Ping" - ou seja, o Geral. Podemos ver que a Ong Ping Sum controlavam Kota Kinabalu, aparentemente, especialmente o poder militar chinês.